# مقاطعة نشان
مقاطعة نشان هي مقاطعة في ولاية قشقداريا في أوزبكستان، ومركزها مدينة يانغي نشان.